# Araripina (gemeente)
Araripina is een gemeente in de Braziliaanse deelstaat Pernambuco. De gemeente telt 86.751 (2009) inwoners (schatting 2009).
De gemeente grenst aan Ouricuri, Ipubi, Trindade en Marcolândia (PI).